# Alzoniella cornucopia
Alzoniella cornucopia is een slakkensoort uit de familie van de Hydrobiidae. De wetenschappelijke naam van de soort is voor het eerst geldig gepubliceerd in 1880 door De Stefani.